# Западна Монголия
Западна Монголия (на монголски: Баруун бүс) е историческа област в Монголия.
Тя обхваща западните части на страната – аймаците Баян Йолгий, Ховд, Увс, Завхан и Гови Алтай. Областта е населена главно с ойрати, но като цяло е етнически нехомогенна със значителни малцинства, като казахското. Тук през XIV век се формира Ойратското ханство, а през XVII-XVIII век областта образува северната част на ойратското Джунгарско ханство. За разлика от източните части на Монголия, Западна Монголия традиционно поддържа по-тесни културни връзки с Тибет, отколкото с Китай.